# Neustadt am Rübenberge
Neustadt am Rübenberge (in basso tedesco Niestadt) è una città di 44 796 abitanti della Bassa Sassonia, in Germania.
Appartiene alla regione di Hannover.
È stato capoluogo dell'omonimo circondario dal 1885 al 1974.
Neustadt possiede lo status di "Comune indipendente" (Selbständige Gemeinde).

## Geografia antropica

### Frazioni
Conta numerose frazioni (Stadtteil e Ortsteil): Bevensen (con Büren e Laderholz); Bordenau; Eilvese; Helstorf (con Esperke/Warmeloh, Luttmersen e Vesbeck); Mandelsloh (con Amedorf, Brase/Dinstorf, Evensen, Lutter, Niedernstöcken, Stöckendrebber e Welze); Mardorf; Mariensee (con Empede/Himmelreich e Wulfelade); Mühlenfelder Land (con Borstel, Dudensen, Hagen e Nöpke); Neustadt; Otternhagen (con Averhoy, Basse, Metel e Scharrel); Poggenhagen; Schneeren; Suttorf.

## Amministrazione

### Gemellaggi
- La Ferté-Macé, dal 1980

Neustadt è membro del gemellaggio internazionale "Neustadt in Europa", che riunisce 36 città e comuni che portano nel nome la dicitura Neustadt (città nuova).